# Prisma de coberta

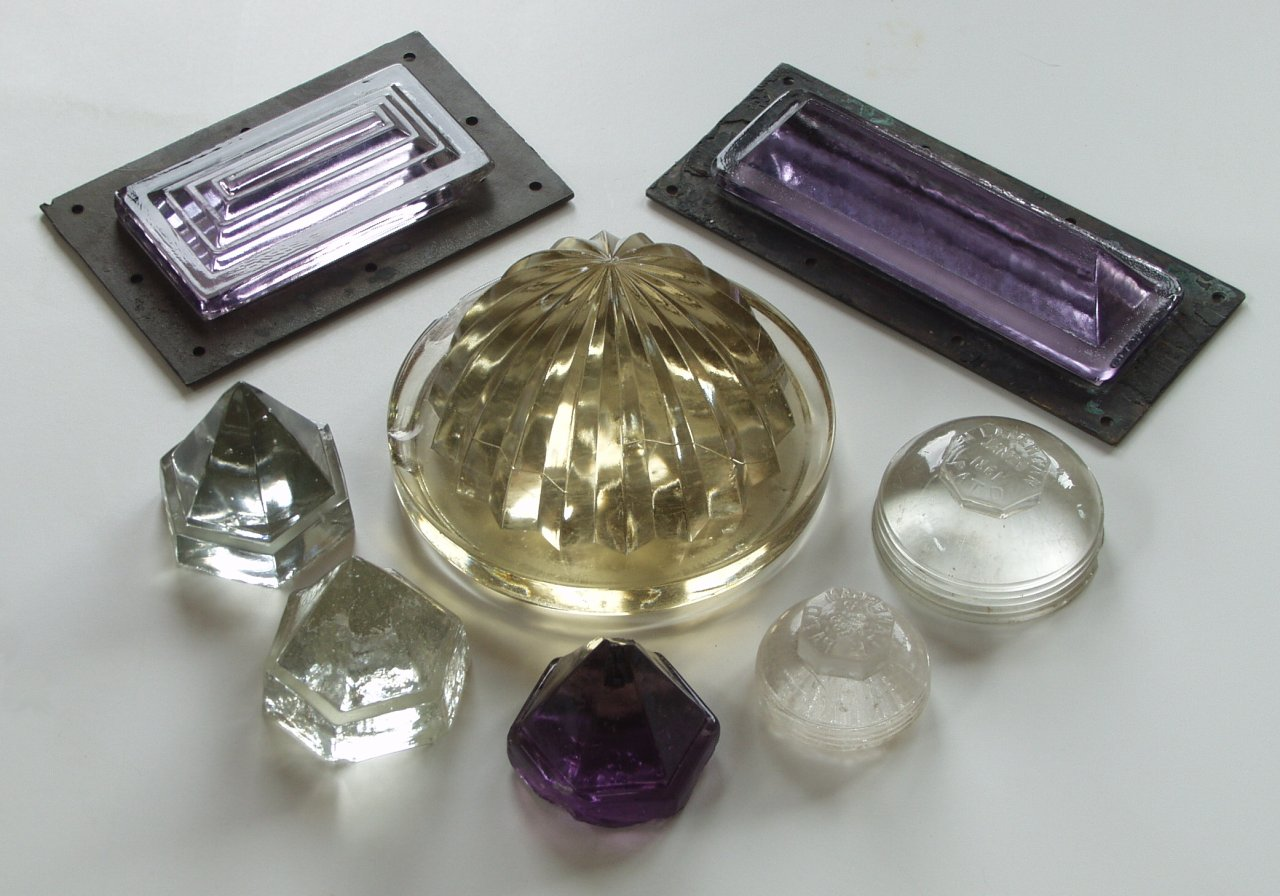
Diversos prismes de coberta, propietat particular d'un colleccionista. Originalment eren transparents o gairebé, i foren usats en vaixells reals. Els colors actuals són deguts a degradació química del vidre.

Un prisma de coberta és un dispositiu que, inserit en la coberta d'un vaixell, permet difondre la llum natural cap a l'interior.
La il·luminació era un dels problemes més importants dels vaixells de fusta o transportant càrregues perilloses, abans de l'adopció generalitzada dels sistemes elèctrics en la navegació. L'ús de metxes, espelmes, llànties i altres dispositius per a fer llum amb flama constituïa un risc indiscutible d'incendi. Amb conseqüències catastròfiques quan aquesta circumstància es produïa.
Els prismes de coberta proporcionaven un sistema segur i econòmic per a transmetre la llum natural de l'exterior a qualsevol indret de la coberta inferior on fos necessari o convenient.
En els vaixells carboners, amb possibilitat de patir incendis espontanis, els prismes de coberta permetien veure la llum de la combustió des de coberta (fins i tot amb llum de dia). La detecció ràpida de l'incendi millorava les possibilitats efectives de la seva extinció.

## Descripció
Les formes poden ser molt diverses però totes tenen uns trets comuns. La part que queda a ran de coberta és plana i de secció circular (tot i que pot adoptar altres formes: quadrada, sisavada, rectangular...). El que podria anomenar-se cos del dispositiu, que correspon al gruix de la coberta, acostuma a seguir la forma indicada anteriorment. La base del dispositiu, que sobresurt de la cara inferior de la coberta, esta fabricada seguint la forma d'un prisma amb diverses facetes, de cara a dispersar la llum i projectar-la cap a una zona més àmplia.

## Història
Els prismes de coberta més antics que s'hagin conservat són de la dècada de 1840. Probablement aquesta mena de prismes foren emprats anteriorment però no hi ha documentació disponible.

### Patent d'un dispositiu semblant
Un antecedent dels prismes de coberta fou una mena d'ull de bou desmuntable patentat per Grant Preston, abans de 1817. Aquest invent consistia en un dispositiu circular de llautó amb un vidre gruixut, pla per la part superior i convex en la cara inferior. El conjunt es muntava en un forat practicat en la coberta d'un vaixell i quedava a ran de la mateixa coberta. Segons la publicitat i els comentaris dels usuaris, la facilitat de muntatge i la seva substitució per un dispositiu de ventilació proporcionat pel mateix fabricant (aprofitant el forat ja practicat), feien que el dispositiu fos molt útil i convenient.

## Documents
- 1555. Castellà. El famós Inca Garcilaso de la Vega explicà la pèrdua d'un galió, amb la mort de vuit-centes persones, per culpa del foc. Es tractava de la nau capitana de Jerónimo de Alderete que va fugir i es va salvar en una barca, en el viatge de la presa de possessió de virrei del Perú.[10]

| «                                                          | …quan mal hecho es, quebrantar qualquiera Regla, y orden que la Milicia de Mar, ò Tierra, tenga dada por lei para su confervacion. Que vna dellas es, que jamàs de noche aia otra lumbre en la Nao, sino la de la Lantia, so pena de la Vida, al Maestre que la confintière. Sucediò la desgracia, que la lumbre de la Beata iba cerca de la Madera del Galeón, de manera, que el fuego se encendiò, y se descubriò por la parte de afuera. .. | » |
| — Inca Garcilaso de la Vega. Comentarios Reales. Pàg. 578. | |   |